# Олександрівка (Гайсинський район)
Олекса́ндрівка — село в Україні, у Тростянецькій селищній громаді Гайсинського району Вінницької області. Населення становить 1325 осіб.

## Історичні відомості
Село засновано в XVI столітті. У пам'яті старих людей лишилися перекази про давнє минуле історії села. Вони говорять, що в давнину на місці села було селище Славгород.
Десь в XV-XVI ст. на Славгород часто нападали турки і кримські татари, спустошували і руйнували селище. Під час одного такого нападу турки розграбували селище, забрали в полон працездатних чоловіків і жінок, старих і дітей знищили, а селище зруйнували повністю. Через кілька десятків років в цій місцевості поселився Вербицький. Коло нього почали селитися інші втікачі і тут виникло село під назвою Вербецьке. Через певний час (очевидно, під час нападу турків), село було зруйновано, а його населення знищено. Далі народний переказ розповідає, що в кінці XVI на початку XVII ст. у цій місцевості поселився втікач Олександр, від імені якого походить назва теперішнього села Олександрівка. Старі люди розповідали, що 200 років тому в селі було 600 дворів, з яких 400 мали по 7 морг (або 3,5 га землі) і то на горбах і ярах. Уже в XVIII ст. село було закріпачене. Селяни переходили з рук одного пана в руки іншого.
Після Жовтневого перевороту в 1920 році організований комітет незалежних селян.
В 1924 році створено ТОЗ (товариство обробітку землі) під назвою «Надія». Товариство нараховувало 42 члени і мало 8 пар коней і трактор «Форзон».
Село постраждало від голодомору 1932-1933 роках. В 1988 році в селі Олександрівка збудовано пам'ятний знак жертвам голодомору та політичним репресіям.
Також багато селян загинуло у Другій світовій війні. В 1978 році споруджено пам'ятник загиблим односельчанам у роки Другої світової війни.
12 червня 2020 року, відповідно розпорядження Кабінету Міністрів України № 707-р «Про визначення адміністративних центрів та затвердження територій територіальних громад Вінницької області», село увійшло до складу Тростянецької селищної громади.
19 липня 2020 року, в результаті адміністративно-територіальної реформи і ліквідації Тростянецького району, село увійшло до складу Гайсинського району.

## Населення

### Мова
Розподіл населення за рідною мовою за даними перепису 2001 року:
| Мова       | Кількість | Відсоток |
| ---------- | --------- | -------- |
| українська | 1282      | 96.75%   |
| російська  | 42        | 3.17%    |
| білоруська | 1         | 0.08%    |
| Усього     | 1325      | 100%     |

## Відомі люди

### Народилися
- Анатолій Бортняк  — український поет,
- Сороколіт Іван Михайлович — аграрій-господарник, Герой Соціалістичної Праці,
- Микола Тарновський — український прозаїк,
- Леонтій Форостівський — голова Київської міської управи у 1942-1943 рр.

## Галерея
|                |
| Сільська школа |

|                                                          |
| Меморіальна дошка на школі про Парк письменника Бортняка |